# Zimella
Zimella és un comune (municipi) de la província de Verona, a la regió italiana del Vèneto, situat a uns 70 quilòmetres a l'oest de Venècia i a uns 35 quilòmetres al sud-oest de Verona.
A 1 de gener de 2020 la seva població era de 4.865 habitants.
Zimella limita amb els següents municipis: Arcole, Cologna Veneta, Lonigo i Veronella.